# رونالد ألن هاريس
رونالد ألن هاريس (بالإنجليزية: Ronald Allen Harris)‏ (8 فبراير 1947 – 31 ديسمبر 1980) هو ملاكم أمريكي راحل، مثّل بلاده في الألعاب الأولمبية الصيفية 1964.

## روابط خارجية
رونالد ألن هاريس على موقع بوكس ريك (الإنجليزية) (registration required)
- رونالد ألن هاريس على موقع أوليمبيديا (الإنجليزية)